# National Guard Militia Museum
Le National Guard Militia Museum du New Jersey a son siège à Sea Girt, avec un deuxième musée situé à Lawrenceville, et fonctionne sous les auspices du New Jersey Department of Military and Veterans Affairs (en).

## Description
Le but du musée à but non lucratif est de préserver et d'expliquer le patrimoine militaire du New Jersey, en collectant, en préservant et en affichant des artefacts ayant une pertinence spécifique et une importance historique pour la Garde nationale du New Jersey, la Garde nationale aérienne du New Jersey et la Milice navale. C'est un membre de l' Army Museum System.

## Musée de Sea Girt
Le musée a son siège au National Guard Training Center  à Sea Girt et se concentre sur le rôle de la milice et de la garde nationale du New Jersey de l'époque coloniale à nos jours, avec des artefacts originaux et des reproductions. Le musée se concentre sur le rôle et les expériences du "soldat citoyen". Créé en 1980, les matériaux de la collection du musée ont été documentés et catalogués dans le but de devenir un musée certifié de l'Armée. En 1999, le musée comptait plus de 4.000 artefacts, dont un exemple de la selle McClellan conçue par le général George McClellan (plus tard gouverneur du New Jersey), une collection de photographies de la Seconde Guerre mondiale et des expositions statiques de véhicules et d'avions.

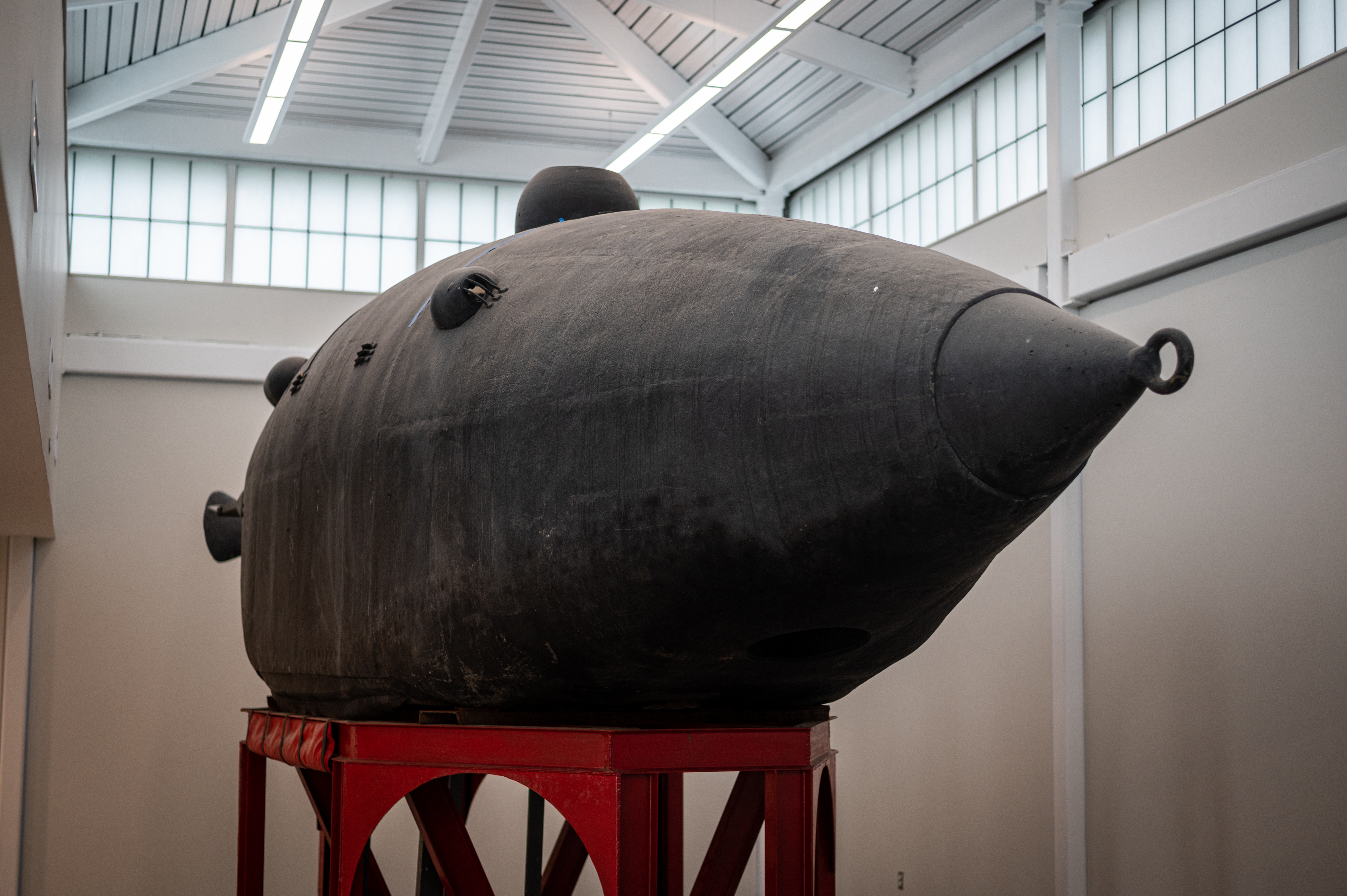
Intelligent Whale au musée de Sea Girt

L' Intelligent Whale, un sous-marin expérimental à manivelle basé sur un modèle de 1863, est exposé. Les poursuites et les dépassements de coûts signifiaient que le sous-marin n'était pas disponible pour le combat pendant la guerre de Sécession. Prévu à l'origine pour coûter 15.000 $, le coût total a quadruplé l'estimation initiale au moment où il a été achevé à la fin des années 1860 à Newark par l' American Submarine Company. Le sous-marin pouvait transporter quatre membres d'équipage qui actionnaient une hélice à manivelle et pouvait voyager sous l'eau à quatre nœuds. L'air comprimé lui a permis de fonctionner sous l'eau jusqu'à dix heures au total et a également été utilisé pour vider les ballasts pour permettre au sous-marin de faire surface. Les plongées d'essai dans la rivière Passaic à la fin des années 1860 ont été couronnées de succès, mais la marine a décidé d'abandonner l'achat après l'assassinat de son opérateur. Le sous-marin a été transporté au musée de Sea Girt par camion en avril 1999 depuis le Washington Navy Yard, où il se trouvait depuis 1968.

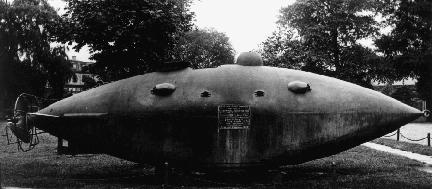
Intelligent Whale au Washington Navy Yard

Le musée abrite le projet d'histoire orale du Center for U.S. War Veterans, qui enregistre des interviews d'anciens combattants sur leurs expériences militaires. Ces entretiens sont disponibles sur bande vidéo et DVD pour examen par les chercheurs et les universitaires. En 2019, le centre a enregistré plus de 600 entretiens avec des anciens combattants ayant servi pendant la Seconde Guerre mondiale et d'autres conflits dans le cadre de l'opération Iraqi Freedom.

## Musée de Lawrenceville
Le site de Lawrenceville est situé à l'Artillery Armory de Lawrenceville  et comprend des expositions d'armes, d'uniformes et d'autres équipements de différentes époques. Deux salles présentent des artefacts et des souvenirs de la guerre de Sécession. Une salle comprend plus de 100 modèles réduits d'équipements militaires. Quinze chars, véhicules et canons sont exposés à l'extérieur.

## Galerie
|                                 |
| Vitrine Seconde guerre mondiale |

|                   |
| Canon napoléonien |

|                   |
| Canon anti-aérien |